# Sekhet-Aaru

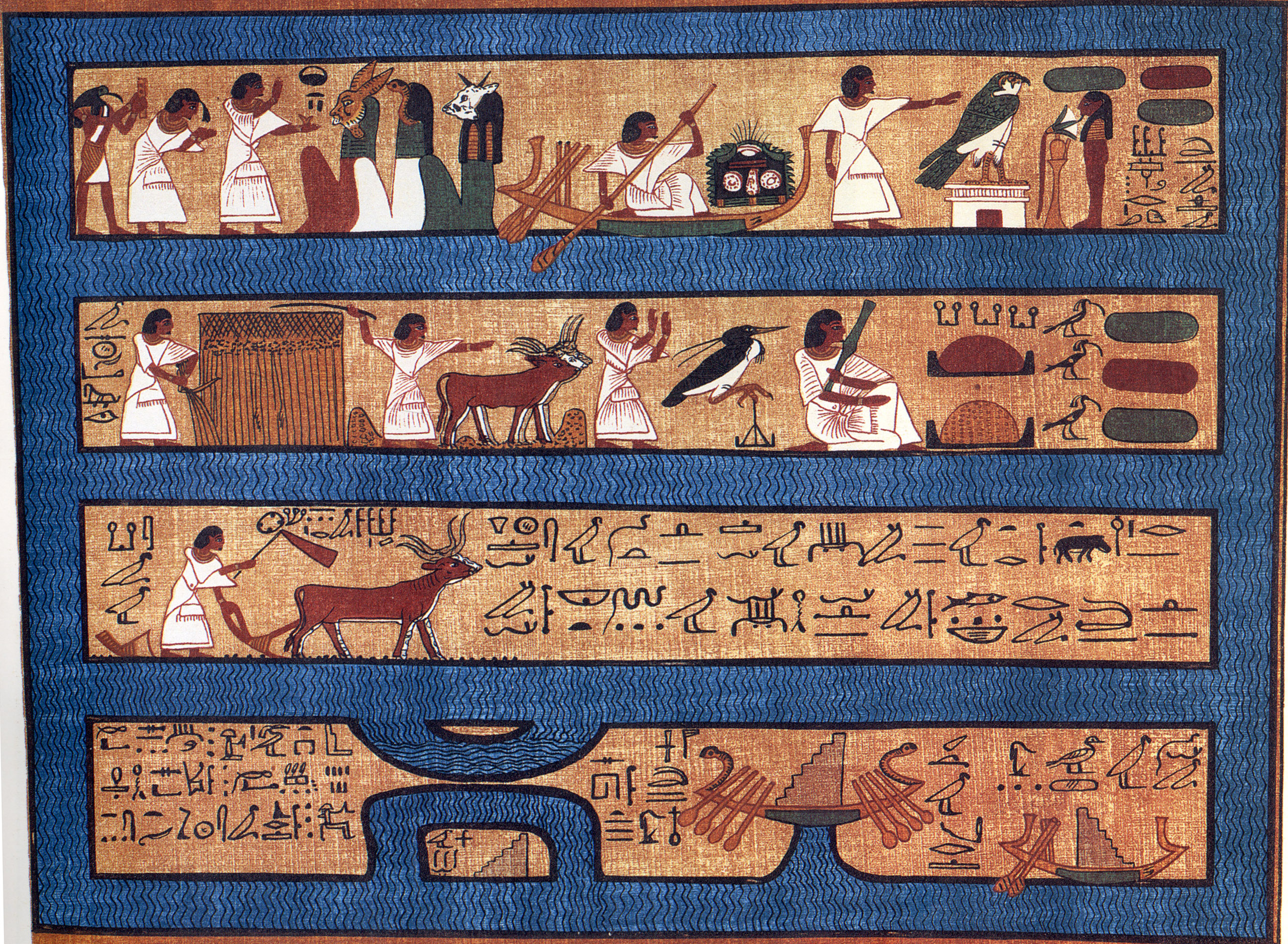
Cuộn giấy cói của Ani. Vị quan Ani đang canh tác, chèo thuyền và dâng lễ các vị thần trong đầm lầy ở Sekhet-Hetepet.

Sekhet-Aaru (tiếng Ai Cập: sḫt-jꜣrw, mang nghĩa là "Cánh đồng Lau sậy"), còn được viết là Sekhet-Aanru, là tên gọi của thiên đàng trong thần thoại Ai Cập. Nơi đây được mô tả là một vùng đất tươi tốt, là đích đến cuối cùng của những linh hồn thánh thiện, mà ở đó họ có thể sở hữu cả một trang viên rộng lớn.

## Vùng đất của sự trù phú
Từ thời kỳ rất sớm trong lịch sử, người Ai Cập cổ đại đã có niềm tin vào sự tồn tại của một nơi mà những linh hồn thánh thiện sẽ sống một cuộc sống hạnh phúc, hưởng những lạc thú như khi còn sống trên trần gian. Từ thời Vương triều thứ 5, tín ngưỡng Ai Cập cổ đại đã hình thành quan niệm về một vùng đất thiêng mang tên Sekhet-Aaru.
Các tài liệu từ thời Sơ Vương quốc đã cho thấy việc cung cấp dư dả cho người chết về thịt, rượu và các tiện nghi vật chất khác, cùng nhiều mỹ nữ hầu hạ, cũng như một vị trí trong Sekhet-Aaru. Tuy nhiên, những minh họa chi tiết về các hoạt động ở Sekhet-Aaru trên các cuộn cói chỉ có niên đại từ thời Vương triều thứ 18. Một bức tranh về Sekhet-Aaru được minh họa trong Cuộn giấy cói của Nebseni (số hiệu BMEA 9900 tại Bảo tàng Anh), một thư lại dưới triều pharaon Thutmose IV, cho thấy nơi đó là một vùng đất rất phì nhiêu, mùa màng bội thu, được chia cắt bởi kênh rạch và nằm không xa sông Nin.

## Các khu vực và thần canh gác

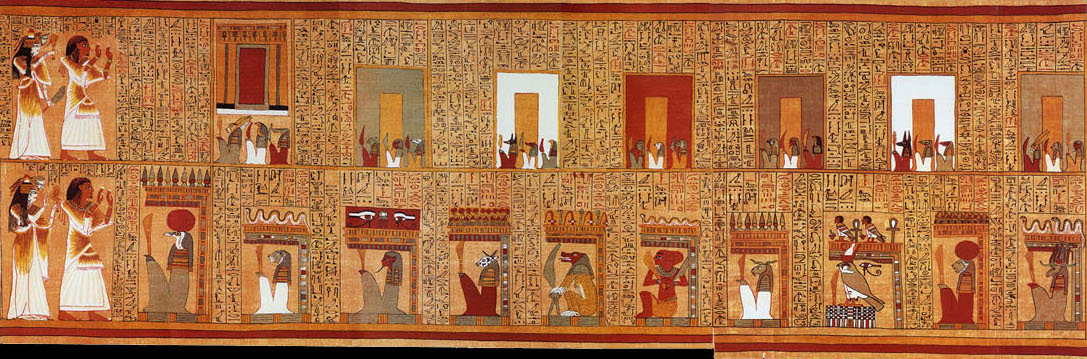
Cuộn giấy cói của Ani.
Phía trên: Ani và vợ đang bước vào Bảy vùng của Sekhet-Aaru.
Phía dưới: Ani và vợ đối mặt với 10 trong số 21 thần giữ cổng vào Nơi ngự của Osiris.

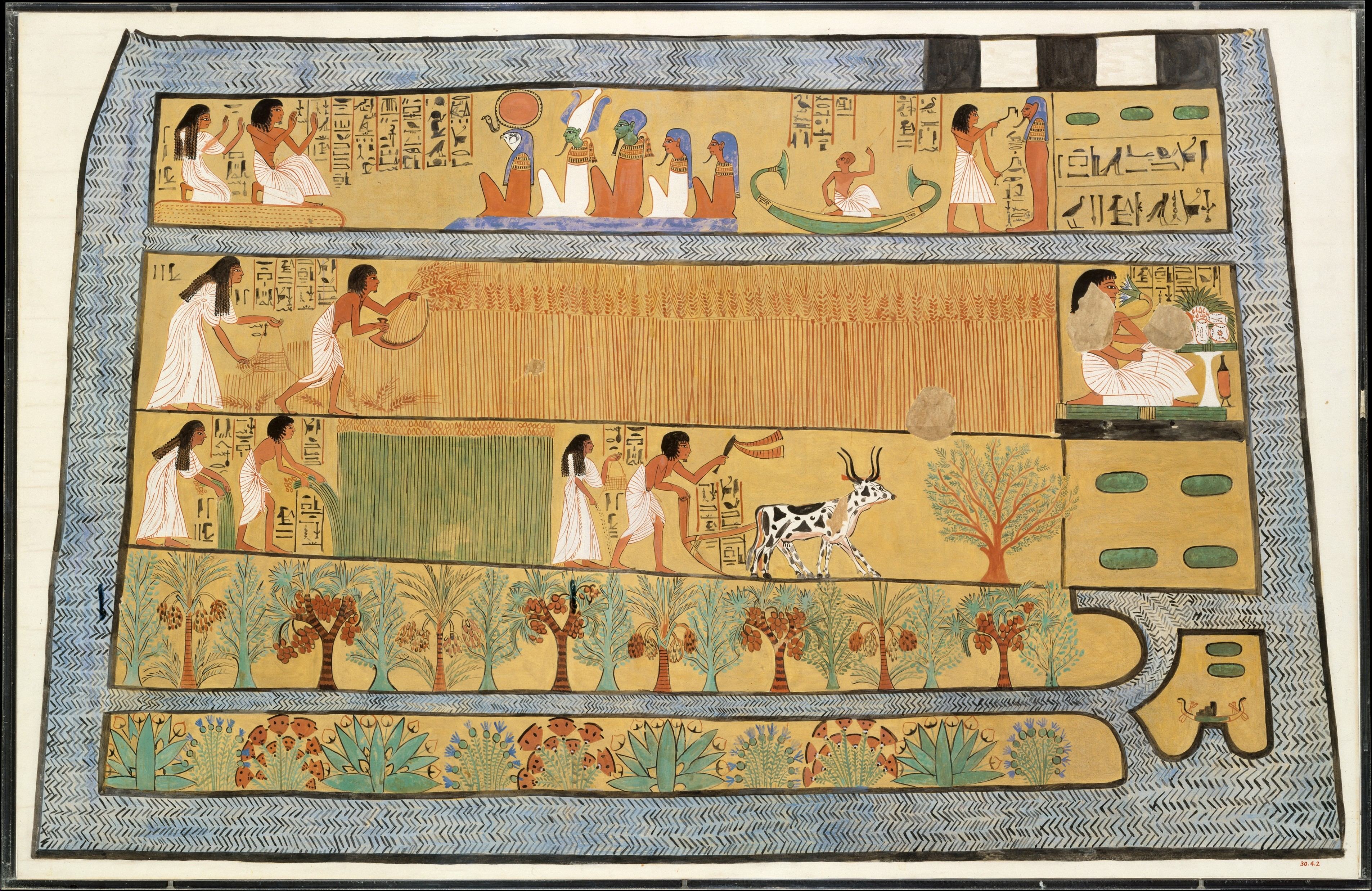
Sennedjem và vợ lễ bái các vị thần (trên cùng) và canh tác (dưới) bên thế giới Aaru (bản vẽ lại bích họa từ ngôi mộ TT1 của ông)

### Bảy vùngArit
Một trong những bản sao cổ xưa nhất còn lưu giữ của Quyển sách của cái chết là phần văn bản chép trong Cuộn giấy cói của Nu (số hiệu BMEA 10477 tại Bảo tàng Anh). Cuộn có này có minh họa về 7 Arit, tức 7 vùng của Sekhet-Aaru. Mỗi Arit được canh gác bởi một người giữ cổng, một người quan sát, phụ trách báo tin khi có ai đến, và một người truyền báo, phụ trách đón tiếp và xướng tên người mới tới. Tên của bọn họ lần lượt là:
| Arit | Vị trí           | Tên                   |
| ---- | ---------------- | --------------------- |
| I    | Người giữ cổng   | Sekhet-hra-asht-aru   |
| I    | Người quan sát   | Semetu                |
| I    | Người truyền báo | Hu-kheru              |
| II   | Người giữ cổng   | Tun-hat               |
| II   | Người quan sát   | Seqet-hra             |
| II   | Người truyền báo | Sabes                 |
| III  | Người giữ cổng   | Am-huat-ent-pehui-fi  |
| III  | Người quan sát   | Res-hra               |
| III  | Người truyền báo | Uaau                  |
| IV   | Người giữ cổng   | Khesef-hra-asht-kheru |
| IV   | Người quan sát   | Res-ab                |
| IV   | Người truyền báo | Neteka-hra-khesef-atu |
| V    | Người giữ cổng   | Ankh-em-fentu         |
| V    | Người quan sát   | Ashebu                |
| V    | Người truyền báo | Teb-her-kehaat        |
| VI   | Người giữ cổng   | Aken-tau-k-ha-kheru   |
| VI   | Người quan sát   | An-hra                |
| VI   | Người truyền báo | Metes-hra-ari-she     |
| VII  | Người giữ cổng   | Metes-sen             |
| VII  | Người quan sát   | Aaa-kheru             |
| VII  | Người truyền báo | Khesef-hra-khemiu     |

### 21Cổng bí mật dẫn đến Nơi ngự của Osiris
Trong phần khác của cuộn cói của Nu, và từ nhiều cuộn cói khác (như của Ani), còn nhắc thêm về 21 vùng gọi là "Cổng bí mật dẫn đến Nơi ngự của Osiris trong Sekhet-Aaru". Mỗi cổng có một thần canh giữ, tuy nhiên tất cả cuộn cói đều chỉ viết tên của 10 thần giữ cổng đầu tiên. Tên của 10 cổng đầu tiên này còn là những câu thần chú giúp người chết có thể vượt qua cổng và vô hiệu hóa các thần giữ cổng nếu biết cách phát âm đúng, chứ không phải nhờ vào đức hạnh của bản thân khi còn sống.
Ở những thời kỳ sau, việc bổ sung thêm hình ảnh minh họa giúp tăng cường hiệu lực của thần chú. Người chết không chỉ biết được danh hiệu của một vị thần, mà còn có hình ảnh của vị đó để có thể dễ dàng nhận ra khi gặp, và như vậy họ có được gấp đôi cơ hội để chống lại hiểm nguy.
Tên các cổng và vị thần tương ứng lần lượt là:
| Cổng  | Vị trí         | Tên |
| ----- | -------------- | --- |
| I     | Tên cổng       | Nebt-setau-qat-sebt-hert-nebt-khebkhebt-sert-metu-khesefet-nesheniu-nehemet-uai-en-i-uau                                       |
| I     | Người giữ cổng | Neri |
| II    | Tên cổng       | Nebt-pet-hent-taui-nesbit-nebt-tememu-tent-bu-nebu                                                                             |
| II    | Người giữ cổng | Mes-Peh / Mes-Ptah |
| III   | Tên cổng       | Nebt-khaut-aat-aabet-senetchemet-neter-neb-am-s-hru-khent-er-abtu                                                              |
| III   | Người giữ cổng | Ertat-Sebanqa |
| IV    | Tên cổng       | Sekhemet-tesu-hent-taui-hetchet-khefti-nu-urt-ab-arit-saru-shut-em-au                                                          |
| IV    | Người giữ cổng | Nekau |
| V     | Tên cổng       | Nebt-rekhu-resht-tebhet-tatu-nes-an-aq-eres-un-tep-f                                                                           |
| V     | Người giữ cổng | Henti-Requ |
| VI    | Tên cổng       | Nebt-senket-aat-hemhemet-an-rekh-tu-qa-ser-usekh-san-qemtu-qet-sem-shaa-au-hefu-heb-san-rekh-tennu-mes-en-thu-kher-hat-urtu-ab |
| VI    | Người giữ cổng | Smamti |
| VII   | Tên cổng       | Akkit-hebset-bak-aakebit-mert-sehap-khat                                                                                       |
| VII   | Người giữ cổng | Akenti |
| VIII  | Tên cổng       | Rekhet-besu-akhmet-tchafu-sept-pau-khat-tet-smam-an-netohnetch-atet-sesh-her-sen-sent-nah-s                                    |
| VIII  | Người giữ cổng | Khu-tchet-f |
| IX    | Tên cổng       | Amt-hat-nebt-user-hert-ab-mestet-neb-s-khemt-shaa-em-shen-s-satu-em-uatchet-qema-theset-bes-hebset-bak-feqat-neb-s-ra-neb      |
| IX    | Người giữ cổng | Tchesef |
| X     | Tên cổng       | Qat-kheru-neheset-tenatu-sebhet-er-qa-en-kheru-s-nert-nebt-shefsheft-an-ter-s-netet-em-khennu-s                                |
| X     | Người giữ cổng | Sekhen-ur |
| XI    | Tên cổng       | Nemt-tesu-ubtet-sebau-hent-ent-sebkhet-nebt-aru-nes-ahehi-hru-en-ankhekh                                                       |
| XI    | Người giữ cổng | không có |
| XII   | Tên cổng       | Nast-taui-si-sekseket-nemmatu-em-nehepu-qahit-nebt-khu-setemth-kheru-neb-s                                                     |
| XII   | Người giữ cổng | không có |
| XIII  | Tên cổng       | Sta-en-asar-aaui-f-her-s-sehetchet-hap-em-ament-f                                                                              |
| XIII  | Người giữ cổng | không có |
| XIV   | Tên cổng       | Nebt-tenten-khebt-her-tesheru-aru-nes-haker-hru-en-setemet-au                                                                  |
| XIV   | Người giữ cổng | không có |
| XV    | Tên cổng       | Bati-tesheru-qemhut-aarert-pert-em-kerh-sentchert-seba-her-qabif-ertat-aaui-sen-urtu-ab-em-at-f-art-itet-shem-s                |
| XV    | Người giữ cổng | không có |
| XVI   | Tên cổng       | Nerutet-nebt-aatet-khaa-khau-em-ba-en-reth-khebsu-mit-en-reth-sert-per-qemamet-shat                                            |
| XVI   | Người giữ cổng | không có |
| XVII  | Tên cổng       | Khebt-her-senf-ahibit-nebt-uaui-uait                                                                                           |
| XVII  | Người giữ cổng | không có |
| XVIII | Tên cổng       | Mer-setau-ab-abtu-merer-s-shat-tepu-amkhit-nebt-aha-uhset-sebau-em-masheru                                                     |
| XVIII | Người giữ cổng | không có |
| XIX   | Tên cổng       | Sert-nehepu-em-aha-s-ursh-shemmet-nebt-useru-anu-en-tehuti-tchesef                                                             |
| XIX   | Người giữ cổng | không có |
| XX    | Tên cổng       | Amt-khen-tepeh-neb-s-hebs-ren-s-ament-qemamu-s-thetet-hati-en-am-s                                                             |
| XX    | Người giữ cổng | không có |
| XXI   | Tên cổng       | Tem-sia-er-metuu-ari-hemen-hai-nebau-s                                                                                         |
| XXI   | Người giữ cổng | không có |

### 14 vùngAat
Ở những thời kỳ sau, Sekhet-Aaru bao gồm toàn bộ vùng Sekhet-Hetepet (sḫt-ḥtpt), tức "Cánh đồng Lễ vật", hay còn gọi là Sekhet-Hetep (sḫt-ḥtp), "Cánh đồng của sự bình yên". Tuy nhiên, một số văn bản vẫn xem Sekhet-Aaru là một phần của Sekhet-Hetepet, như trong cuộn cói của Nu. Theo cuộn cói của Nu, Sekhet-Hetepet có 14 vùng gọi là Aat. Tên của các vùng và vị thần cai quản tương ứng được liệt kê dưới đây:
| Aat  | Vị trí        | Tên và mô tả |
| ---- | ------------- | --- |
| I    | Tên vùng      | Amentet: Nơi các linh hồn được ăn bánh ngọt và uống bia ale.                                                                                |
| I    | Thần cai quản | Amsu-Qet hoặc Menu-Qet |
| II   | Tên vùng      | Sekhet-Aaru: Nơi có tường sắt bao quanh. Lúa mì ở đây cao năm cubit, đại mạch cao 7 cubit, và những linh hồn gặt hái chúng cao đến 9 cubit. |
| II   | Thần cai quản | Ra-Herukhuti |
| III  | Tên vùng      | Aatenkhu |
| III  | Thần cai quản | Osiris hoặc Ra |
| IV   | Tên vùng      | Tui-Qaui-Aaui |
| IV   | Thần cai quản | Sati-Temui |
| V    | Tên vùng      | Aatenkhu: Các linh hồn ở đây là những kẻ chậm chạp và yếu ớt.                                                                               |
| V    | Thần cai quản | có lẽ là Osiris |
| VI   | Tên vùng      | Ammehet: Nơi linh thiêng của các vị thần, các linh hồn không thể tìm ra, là nơi bị nguyền rủa đối với người chết.                           |
| VI   | Thần cai quản | Sekher-At hoặc Sekher-Remus |
| VII  | Tên vùng      | Ases: Nơi chứa đầy những ngọn lửa nóng hừng hực.                                                                                            |
| VII  | Thần cai quản | Là hang của mãng xà Apep. |
| VIII | Tên vùng      | Ha-Hetep (hoặc Ha-Sert): Nơi chứa đầy những dòng nước cuồn cuộn chảy xiết.                                                                  |
| VIII | Thần cai quản | Qa-Ha-Hetep (hoặc Fa-Pet) |
| IX   | Tên vùng      | Akesi: Một vùng đất mà ngay cả các vị thần cũng không biết đến.                                                                             |
| IX   | Thần cai quản | Maa-Thetef, "Vị thần ngự trong vỏ trứng của mình", người duy nhất ở vùng này.                                                               |
| X    | Tên vùng      | Nut (hoặc Apt)-Ent-Qahu |
| X    | Thần cai quản | Có lẽ các vị Nau, Kapet và Neheb-Kau |
| XI   | Tên vùng      | Atu |
| XI   | Thần cai quản | Sopdet |
| XII  | Tên vùng      | Unt |
| XII  | Thần cai quản | Hetemet-Baiu, còn gọi Astchetet-Em-Ament |
| XIII | Tên vùng      | Uart-Ent-Mu |
| XIII | Thần cai quản | Hebt-Ref, thần hà mã |
| XIV  | Tên vùng      | Kher-Aha: Vùng núi, thượng nguồn sông Nin.                                                                                                  |
| XIV  | Thần cai quản | Hapi (thần sông Nin) |

Amentet, Aat đầu tiên, được cho là một khu vực gần kinh đô Thebes, còn Aat cuối cùng được nhắc đến, tức Kher-Aha, nằm rất gần Heliopolis. Nếu điều này là đúng, thì Sekhet-Aaru có lẽ nằm không xa Abydos, nơi có một hẻm núi được ví như là lối vào thế giới bên kia của các linh hồn. Điều kiện để được bước vào các Aat, cũng như ở 21 cổng vào nơi ngự của Osiris, không phụ thuộc nhiều vào việc sống một đời đạo đức trên trần thế, mà chủ yếu là kiến thức về các lời chú đại diện cho những vùng này.